# Youth Survival
Youth Club (青春サバイバル?, Seishun sabaibaru) è un manga shōjo di Kyōsuke Motomi. Pubblicato originariamente da Shogakukan nel 2006, l'opera raccoglie quattro capitoli oneshot dell'autrice usciti su Betsucomi: tre autoconclusivi ed un sequel delle vicende narrate in Beads Club. In Italia è stato pubblicato da Flashbook.

## Trama

### Youth Survival
Kiriko Maejima, eletta capogruppo durante un campeggio scolastico, è molto responsabile ed autoritaria. Quando manda per punizione nel bosco i due scansafatiche Kazuo Fujiwara il secchione e Hana Kawasaki la ragazza più popolare e petulante della classe, non immagina che i due la costringeranno a cercarli e,  rotolati lungo una scarpata per un malinteso, a cercare disperatamente di tornare al campo base. Ad aiutare il gruppo così impreparato nell'ambiente selvaggio c'è Satoru Amano, giovane energico e propositivo per il quale Kiriko ha una cotta.
L'esperienza costringe i quattro a passare la notte all'addiaccio, in mezzo agli alberi e senza alcun riparo; mentre le difficoltà mettono man mano a nudo dei lati nascosti dei giovani studenti, Kiriko finisce per rivalutare Fujiwara e Kawasaki. Questo forzato corso di sopravvivenza nella natura fa inoltre sbocciare l'amore tra i dispersi e se Hana si avvicina a Kazuo, Satoru corteggia, con grande sorpresa dell'interessata, Kiriko. La brutta esperienza termina quando il professore, inizialmente scambiato per un animale selvatico e dunque "abbattuto" per autodifesa dai ragazzi, ritrova il gruppo di dispersi.

### Liar Love Letter
Dopo aver rotto col suo ragazzo, Ritsu Horikawa insieme ad alcune amiche scorge Matsumoto in un fast food, intento a complottare alle sue spalle. Scopo dei suoi complici è dichiararsi a lei e farla innamorare di loro per poi scaricarla brutalmente. I giorni successivi Ritsu rifiuta tutti i pretendenti finché non viene il turno di Kido. Horikawa aveva già incontrato Kido sul tetto, ed incuriosita dalla cura con cui il giovane scriveva una lettera gli si era presentata.
Kido è l'unico fra i complici a spiazzare Ritsu: le presta dei cd con una scusa e per lettera le chiede dei suoi gusti e dei suoi interessi, a questi inviti la ragazza non si tira mai indietro, iniziando uno scambio epistolare che finisce per coinvolgere molto i due scriventi. Quando Kido le confessa di voler lasciare la scuola per potersi dedicare completamente alla musica, sua vera passione, e trasferirsi a Tokyo, Ritsu non gli nasconde il rammarico e la delusione; di fronte a tutta la scuola i due svelano di essersi innamorati per davvero, sebbene Kido partecipasse alla vendetta di Matsumoto e Horikawa fosse già a conoscenza di tutto.
Tempo dopo i due si reincontano nella metropoli giapponese, Ritsu ha scelto di frequentare un'università di Tokyo e i due possono finalmente coronare il sogno d'amore.

### Sword and Heart Dangerous Relationship
Gli Ōgami sono una moderna famiglia ninja. I due genitori, che viaggiano spesso per lavoro, lasciano i figli a custodia della casa e dell'antica pergamena che viene tramandata di generazione in generazione. Contiene, secondo la leggenda, la più potente tecnica ninja.
Soli, Shizuru e Hayato scoprono di essere stati affidati a Yamada, che - a conoscenza del prezioso documento della famiglia - ha l'incarico di aiutare i due fratelli a proteggersi dagli attacchi dei nemici.
Shizuru è convinta che sotto l'identità di Yamada ci sia Kotaro Yamane, suo amico di infanzia e compagno di studi all'accademia ninja, di cui la ragazza è innamorata. Quando a scuola l'insegnante Saotome le rivela di essere Kotaro, Shizuru, diffidente, preferisce consegnare il documento a Yamada e scacciarlo di casa, per proteggerlo.
Quando Saotome attacca i due Ogami, il tutore ricompare e, dopo aver confessato di essere Kotaro, sconfigge i ninja nemici. Questi rivelano di provenire da un villaggio povero e di aver sempre creduto di poter diventare stuntmen di successo una volta impadronitisi del segreto della pergamena. Impietosito, Kotaro srotola il prezioso tesoro per scoprire che vi è scritto solo "coraggio".

### Never Dying Crow
Kurahashi è  una brillante studentessa che, non molto popolare e assai timida, è presa di mira da alcune compagne, che la accusano di rubar loro le attenzioni del giovane professore Yamaoka, loro idolo.
Un giorno la coppia del club delle perline, Ibuki e Takumi, si scontra casualmente con Kurahashi, terrorizzata; un'occhiata alla sua camicetta strappata permette ai due di capire che la giovane ha subito delle molestie sessuali e, portatala al club e rincuorata, scoprono che il responsabile è Yamaoka.
Decisi a proteggerla e a portare giustizia, il club sventa il tentativo di vendetta personale del professore, che il giorno dopo accusa Kurahashi di averlo sedotto per rubare le risposte del test. Quando il preside controlla l'armadietto della studentessa non trova le soluzioni, che infatti sono state infatti prontamente sottratte dal club, deciso ad incastrare il professore per evitare la sospensione e l'infamia a Kurahashi e a dimostrare a tutta la scuola la vera natura dell'insegnante.
Ibuki si offre come esca per il piano e si presenta a Yamaoka con i fogli del test, dice di averlo visto e averlo filmato mentre trafficava con l'armadietto di Kurahashi e che ora anche i suoi amici sono a conoscenza della sua cattiva condotta; quando l'uomo si tradisce rivelando i dettagli della sua azione, Ibuki seguita a provocarlo, scherzando sul suo onore e sulla sua virilità. Quando Yamaoka, fuori di sé, cerca di violentare la ragazza, il club delle perline fa irruzione nel suo ufficio, seguito dal preside e da alcuni studenti. Yamaoka viene arrestato e sospeso dall'insegnamento, mentre finalmente il nome di Kurahashi viene riabilitato.